# Nomophila
Nomophila là một chi bướm đêm thuộc họ Crambidae.

## Các loài
- Nomophila africana Munroe, 1973
- Nomophila albisignalis Hampson, 1913
- Nomophila brevispinalis Munroe, 1973
- Nomophila colombiana Munroe, 1973
- Nomophila corticalis (Walker, 1869)
- Nomophila distinctalis Munroe, 1973
- Nomophila helvolalis (Maassen, 1890)
- Nomophila heterospila (Meyrick, 1936)
- Nomophila incognita Viette, 1959
- Nomophila indistinctalis (Walker, 1863)
- Nomophila moluccana Pagenstecher, 1884
- Nomophila nearctica Munroe, 1973
- Nomophila noctuella (Denis & Schiffermüller, 1775)
- Nomophila triticalis Berg, 1875

Loài trước đây
- Nomophila astigmalis Hampson, 1899